# 佐野正幸 (俳優)
佐野 正幸（さの まさゆき、1963年2月10日 - ）は、日本の俳優である。静岡県藤枝市出身。劇団四季所属。

## 人物
幼稚園の頃、オルガン教室で音楽を始め、小学生の頃は6年間ピアノを習い、藤枝市立西益津中学校時代はコーラス部で活動していた。静岡県立藤枝東高等学校時代はブラスバンド部に所属し、高校卒業後は1浪を経て東京芸術大学声楽科に入学した。大学卒業後、先に劇団四季に入っていた同級生に誘われ、『コーラスライン』や『ウェストサイド物語』を観てオーディションを受けることを決め、1986年のオーディションに合格し半年後に『ジーザス・クライスト＝スーパースター』のペテロ役でデビュー。
その後は『キャッツ』スキンブルシャンクス、『美女と野獣』ビースト、『オペラ座の怪人』ラウル、怪人、等主要キャストとして活躍。そして2006年8月8日の公演より『オペラ座の怪人』9代目タイトル・ロールにキャスティングされた。
ラウル役としては、稽古時も含め、唯一歴代すべての怪人役と対決している。
退団した石丸幹二らと二人一役が組まれることが多かった。

## 主な出演作品
- ジーザス・クライスト＝スーパースター（ペテロ、司祭1）
- キャッツ（スキンブルシャンクス）[7]
- オペラ座の怪人（怪人、ラウル・シャニュイ子爵、男性アンサンブル “宝石商・パッサリーノ” ）[7][8][9]
- 美女と野獣（ビースト）[4][5][7]
- エビータ（チェ、ペロン、マガルディ、男性アンサンブル）[7][10]
- 壁抜け男（画家）[7]
- アンデルセン（ハンス・クリスチャン・アンデルセン）[7]
- マンマ・ミーア!（ハリー・ブライト）[7]
- 間奏曲（幽霊）[7]
- ウィキッド（オズの魔法使い）[7]
- 王様の耳はロバの耳（床屋）[7]
- ロボット・イン・ザ・ガーデン（ボリンジャー）[11]

## テレビ
- Oha!4 NEWS LIVE - 2006年9月18日にVTR出演。
- SWITCHインタビュー 達人達「湊かなえ×佐野正幸」 -　2021年4月17日、NHK Eテレ[1]
- FNS歌謡祭　「オペラ座の怪人」のナンバー「オペラ座の怪人」で山本紗衣と出演[12]

## 声の出演
- オペラ座の怪人 (2004年の映画) - ラウル（パトリック・ウィルソン）の声　（2010年12月17日、NTV系「金曜ロードショー」）[6]